# Odontiini
De Odontiini zijn een geslachtengroep van vlinders uit de familie van de grasmotten (Crambidae). Het typegeslacht is Odontia Duponchel, 1831 (= Cynaeda Hübner, 1825).

## Geslachten
- Aeschremon Lederer, 1863
- Anatralata Munroe, 1961
- Aporodes Guenée, 1854
- Atralata Sylvén, 1947
- Cataonia Ragonot, 1891
- Chlorobaptella Munroe, 1995
- Chrismania Barnes & McDunnough, 1914
- Cymbopteryx Munroe, 1961
- Cynaeda Hübner, 1825
- Dentifovea Amsel, 1970
- Dichozoma Munroe, 1961
- Edia Dyar, 1913
- Ephelis Lederer, 1863
- Epimetasia Ragonot, 1894
- Eremanthe Munroe, 1972
- Frechinia Munroe, 1961
- Gyros (geslacht) H. Edwards, 1881
- Heliothelopsis Munroe, 1961
- Metaxmeste Hübner, 1825
- Microtheoris Meyrick, 1932
- Mojavia Munroe, 1961
- Mojaviodes Munroe, 1972
- Nannobotys Munroe, 1961
- Noctueliopsis Munroe, 1961
- Odontivalvia Munroe, 1973
- Plumipalpiella Munroe, 1995
- Pogonogenys Munroe, 1961
- Procymbopteryx Munroe, 1961
- Psammobotys Munroe, 1961
- Rhodocantha Munroe, 1961
- Tegostoma Zeller, 1847
- Titanio Hübner, 1825

### Synoniemen
- Cleptotypodes Minet, 1983 (synoniem van Titanio Hübner, 1825)
- Epascestria  Hübner, 1825 (synoniem van Cynaeda Hübner, 1825)
- Noctuelia Guenée, 1854 (synoniem van Cynaeda Hübner, 1825)